# Ranitomeya
Ranitomeya – rodzaj płazów bezogonowych z podrodziny Dendrobatinae w rodzinie drzewołazowatych (Dendrobatidae).

## Zasięg występowania
Rodzaj obejmuje gatunki występujące na stokach Andów w Kolumbii, Ekwadorze i Peru; w dorzeczu Amazonki w Kolumbii, Ekwadorze, Peru i Brazylii oraz prawdopodobnie w Boliwii, od podnóża Andów na wschód do ujścia Amazonki i na północ do Gujany Francuskiej.

## Systematyka

### Etymologia
Ranitomeya: hiszp. ranita „żabka”; Wil Tomey, holenderski hobbysta.

### Podział systematyczny
Do rodzaju należą następujące gatunki:
- Ranitomeya amazonica (Schulte, 1999)
- Ranitomeya benedicta Brown, Twomey, Pepper & Sanchez-Rodriguez, 2008
- Ranitomeya cyanovittata Pérez-Peña, Chávez, Twomey & Brown, 2010
- Ranitomeya defleri Twomey & Brown, 2009
- Ranitomeya fantastica (Boulenger, 1884)
- Ranitomeya flavovittata (Schulte, 1999)
- Ranitomeya imitator (Schulte, 1986)
- Ranitomeya reticulata (Boulenger, 1884) – drzewołaz siatkowaty[6]
- Ranitomeya sirensis (Aichinger, 1991)
- Ranitomeya summersi Brown, Twomey, Pepper & Sanchez-Rodriguez, 2008
- Ranitomeya toraro Brown, Caldwell, Twomey, Melo-Sampaio & Souza, 2011
- Ranitomeya uakarii (Brown, Schulte & Summers, 2006)
- Ranitomeya vanzolinii (Myers, 1982)
- Ranitomeya variabilis (Zimmermann & Zimmermann, 1988)
- Ranitomeya ventrimaculata (Shreve, 1935)
- Ranitomeya yavaricola Pérez-Peña, Chávez, Twomey & Brown, 2010